# Ikboljon Akramov
Ikboljon Akramov (ur. 10 października 1982) – uzbecki piłkarz grający na pozycji pomocnika.

## Kariera klubowa
Karierę piłkarską Akramov rozpoczął w klubie Neftchi Fergana. W 2001 roku zadebiutował w jego barwach w pierwszej lidze uzbeckiej. W debiutanckim sezonie wywalczył z Neftchi mistrzostwo kraju, piąte w historii klubu. Od czasu debiutu gra w podstawowym składzie Neftchi.

## Kariera reprezentacyjna
W reprezentacji Uzbekistanu Akramov zadebiutował w 2007 roku. W tym samym roku został powołany przez selekcjonera Raufa Inileyeva do kadry na Puchar Azji 2007, ale nie rozegrał tam żadnego spotkania.